# Marga Richter
Marga Richter (Reedsburg, 21 oktober 1926 - Barnegat, 25 juni 2020) was een Amerikaans componiste en pianiste. Zij was de dochter van de sopraan Inez Chandler-Richter (1885-1956).

## Levensloop
Richter studeerde van 1937 tot 1943 piano bij Irene Hellner aan de MacPhail School of Music in Minneapolis en vervolgens tot 1945 privé bij gravin Helena Morsztyn in New York. Verder studeerde zij compositie bij William Bergsma en Vincent Persichetti, alsook piano bij Rosalyn Tureck aan de Juilliard School of Music in New York van 1945 tot 1951. Aldaar behaalde zij in 1949 haar Bachelor of Music en in 1951 haar Master of Music.
Naast andere prijzen en onderscheidingen won zij sinds 1966 jaarlijks de American Society of Composers, Authors and Publishers Award, kreeg twee studiebeurzen van het National Endowment for the Arts (1977 en 1979) en vele studiebeurzen van de Martha Baird Rockefeller Fund.
Samen met de componist Herbert Deutsch was zij oprichter van de Long Island Composers Alliance in 1972 en sindsdien meerdere malen voorzitter en vicevoorzitter van het gezelschap.
Als componiste schreef zij werken voor orkest, harmonieorkest, balletten, een opera, kamermuziek, koor- en vocale werken. Richters muziek is beïnvloed door zowel Indiaanse muziek als door beeldende kunst, zoals de schilderijen van Georgia O'Keeffe, die in muziek omgezet werden in Landscapes of the Mind I, II en III. Haar internationaal bekendste werk is het ballet Abyss, dat door de Harkness Ballet Companie op 5 continenten werd uitgevoerd. Haar werken werden door bekende artiesten uitgevoerd, zoals door de sopraan Jessye Norman, de pianisten Menahem Pressler, William Masselos en Natalie Hinderas en de violisten Walter Trampler en Daniel Heifetz.

## Privé
In 1953 huwde zij met Alan Skelly, die later hoofd van de filosofie-afdeling van de C.W. Post College in Long Island werd. Zij hadden een dochter Maureen en een zoon Michael Skelly, die ook op muziekgebied als pianist bezig is.

## Composities

### Werken voor orkest
- 1956 Lament, voor strijkorkest
- 1959 Variations on a Sarabande, voor orkest
- 1961 Eight Pieces, voor orkest
- 1967 Bird of Yearning, voor klein orkest
- 1976 Blackberry Vines and Winter Fruit, voor orkest
- 1978 Fragments: Five Pieces for Orchestra
- 1985 Out of Shadows and Solitude, voor groot orkest
- 1991 Quantum Quirks of a Quick Quaint Quark, voor orkest

#### Concerti
- 1955 Concerto, voor piano en altviolen, cellos en contrabassen
- 1957 Aria and Toccata, voor altviool en strijkorkest (ook in een versie voor altviool en piano)
- 1968-1974 Concerto No. 2 - "Landscapes of the Mind I", voor piano en groot orkest
- 1978-1980 Spectral Chimes/Enshrouded Hills, voor 3 kwintetten (dwarsfluit, hobo, klarinet, hoorn, fagot, hoorn, 2 trompetten, trombone, tuba; strijkkwartet en contrabas) en orkest
- 1981-1982 Düsseldorf Concerto, voor dwarsfluit, harp, altviool en klein orkest (strijkers, slagwerk en pauken)
- 1992 Variations and Interludes on Themes from Monteverdi and Bach, concert voor viool, cello, piano en orkest in een beweging

### Werken voor harmonieorkest
- 1976 Country Auction

### Missen en gewijde muziek
- 1954 She at His Funeral, voor sopraan en piano - tekst: Thomas Hardy
- 1963 Psalm 91, voor gemengd koor
- 1965 Seek Him, voor gemengd koor - tekst: uit het boek Amos
- Kyrie, voor strijkorkest

### Muziektheater

#### Opera's
| Voltooid in | titel             | aktes  | première | libretto                                    |
| ----------- | ----------------- | ------ | -------- | ------------------------------------------- |
| 1996        | Riders to the Sea | 1 akte |          | van de componist naar John Millington Synge |

#### Balletten
| Voltooid in | titel            | aktes  | première | libretto | choreografie |
| ----------- | ---------------- | ------ | -------- | -------- | ------------ |
| 1964        | Abyss            | 1 akte |          |          | Stuart Hodes |
| 1967        | Bird of Yearning | 1 akte |          |          | Stuart Hodes |

### Werken voor koor
- 1955 Three Songs of Madness and Death, voor gemengd koor - tekst: John Webster
- 1964 Three Christmas Songs, voor kinder- of vrouwenkoor, 2 dwarsfluiten en piano
- 1980 To Whom?, voor gemengd koor - tekst: Virginia Woolf
- 1981 Do Not Press My Hands, voor zes gemengde stemmen - tekst: Gabriela Mistral
- 1982 Three Songs on Poems of Emily Dickinson, voor vierstemmig vrouwenkoor
- Into My Heart, voor gemengd koor, hobo, hoorn, 2 trompetten, trombone, eufonium, tuba, viool, pauken en slagwerk (ook in een versie voor gemengd koor en piano vierhandig) - tekst: Robert Frost, A.E. Housman, R. Glenn Martin, Cathleen Schurr, Maureen Skelly, Walt Whitman

### Vocale muziek
- 1949 Transmutation, zang-cyclus voor sopraan en piano - teksten: van Chinese dichters - vertaald door: Henry Hersch Hart
- 1950 rev.1983 Into What Unknown Chamber, middenstem en piano - tekst: Phyllis Roberts
- 1953 Two Chinese Songs, voor sopraan en piano - tekst: van Chinese dichters - vertaald door: Amy Lowell
- 1984 Lament for Art O'Leary, voor sopraan en piano - tekst: Eileen O'Leary
- 1985 Sieben Lieder, voor zangstem en piano - tekst: Francisco Tanzer
- 1995 Sarah Do Not Mourn Me Dead, voor middenstem en piano - tekst: Sullivan Ballou
- 2000 Erin Odyssey, voor middenstem en piano - tekst: van de componist
- 2001 Testament, voor alt, althobo en piano - tekst: Anne Morrow Lindbergh
- 2002 Dew-drops on a Lotus Leaf, zang-cyclus voor countertenor (of alt), strijkkwartet (of piano) - tekst: Ryokwan - vertaald door: Jakob Fischer
- 2006 Goat Songs, voor contralto en piano - tekst: Marcia Slatkin
- 2007 Two Sonnets, voor tenor en piano - naar William Shakespeare

### Kamermuziek
- 1941 Jabberwocky, voor spreker en piano - tekst: Lewis Carroll
- 1947 rev.1974 One for Two and Two for Three, voor 3 trombones
- 1948 Sonata, voor klarinet en piano
- 1957 Aria and Toccata, voor altviool en piano
- 1958 Strijkkwartet nr. 2
- 1958 Ricercare, voor 2 trompetten en 2 trombones (ook in een versie voor hoorn, 2 trompetten en tuba)
- 1961 Darkening of the Light, voor altviool
- 1964 Suite, voor viool en piano
- 1971 Landscapes of the Mind II, voor viool en piano
- 1975 Pastorale, voor 2 hobo's
- 1976 Darkening of the Light, voor cello
- 1979 Landscapes of the Mind III, voor piano, viool en cello
- 1981 Sonora, voor twee A-klarinetten en piano
- 1983 Exequy, voor hobo, klarinet, cello en piano
- 1984 Seacliff Variations, voor viool, altviool, cello en piano
- 1986 Obsessions, voor trombone
- 1988 Qhanri - Snow Mountain "Tibetan Variations", voor cello en piano
- 1994 Elegy, voor dwarfluit (of viool), gitaar (of piano) en cello
- 2003 Air, voor hobo en fagot
- 2006 Bye Bye Bake Shoppe, voor spreker en strijkkwartet - tekst: Elisabeth Raine
- 2007 Serenade, voor dwarsfluit, slagwerk en harp
- 2007 Fandango Fantasy, voor piano, viool, cello en klarinet
- Divers (Diverse) Divertimento, voor dwarsfluit, hobo en gitaar

### Werken voor toetseninstrumenten

#### Orgel
- 1974 Variations on a Theme by Neithart von Reuenthal
- 1992 Quantum Quirks of a Quick Quaint Quark No. 2

#### Piano
- 1944 Ballet of the Pixilated Penguins
- 1952 rev.1964 Variations on a Theme by Latimer, piano vierhandig
- 1953 rev.1958 Melodrama, voor twee piano's
- 1953 Nocturne for Sara Lee
- 1954 Sonata
- 1961 Eight Pieces
- 1961 A Farewell
- 1963 Fragments
- 1965 The Lost People
- 1971 Four Piano Pieces
- 1976 Bird of Yearning
- 1977 Remembrances
- 1978 Requiem
- 1980 Exequy
- 1993 Prelude for Piano (in memoriam)
- 1993 Quantum Quirks of a Quick Quaint Quark No. 3
- 2003 Air
- 2008 Four Miniatures
- Not Your Grandmother’s Four-Hand Piece, voor piano vierhandig
- Three Improvisations for Piano

#### Klavecimbel
- 1965 Soundings
- 1974 Short Prelude in Baroque Style